# Adromischus maximus
Adromischus maximus là một loài thực vật có hoa trong họ Crassulaceae. Loài này được Hutchison miêu tả khoa học đầu tiên năm 1959.